# Municipio de Matlapa
El municipio de Matlapa es uno de los 59 municipios que constituyen el estado mexicano de San Luis Potosí. Se encuentra localizado al sureste del estado y aproximadamente a 376 kilómetros de la ciudad de San Luis Potosí. Cuenta con una extensión territorial de 110.28 km². Según el Censo de Población y Vivienda de 2010, el municipio tiene 30,299 habitantes, de los cuales 15,053 son hombres y 15,246 son mujeres. Su nombre se interpreta como: "Lugar de Redes".

## Descripción geográfica

### Ubicación
Matlapa se localiza al sureste del estado entre las coordenadas geográficas 21° 28′ de latitud norte, y 91° 94’ de longitud oeste; a una altitud promedio de 217 metros sobre el nivel del mar.
Limita al este con el municipio de Tampacán, al norte con el municipio de Axtla de Terrazas; al oeste con el municipio de Xilitla; al sur con el municipio de Tamazunchale, y al suroeste con el municipio de Pisaflores, en el estado de Hidalgo.

### Orografía e hidrografía
Posee un territorio montañoso debido a su localización a través de la Sierra Madre Oriental, su principal elevación es la sierra Mateplaxtle. Sus suelos se formaron en la era Mesozoica, y su uso principalmente es ganadero, forestal y agrícola. El municipio pertenece a la región hidrológica Panuco. Sus recursos hidrológicos son proporcionados principalmente por el río Tancuilín. Además cuenta con arroyos de afluente temporal como los arroyos Matlapa y Grande; así como algunos manantiales, el más importante es el Atlamáxatl.
Tiene un uso del suelo con predominancia de la agricultura de temporal (64.78%) y selva perennifolia (31.54%) de la superficie municipal.

### Clima
Su principal clima es el semicálido húmedo; con lluvias en verano y sin cambio térmico invernal bien definido. La temperatura media anual es de 25 °C°C, la máxima se registra en el mes de mayo (44 °C) y la mínima se registra en enero (1 °C). El régimen de lluvias se registra en el verano, contando con una precipitación media de 1,780 milímetros.